# Made in USA
Made in USA is een Franse misdaadfilm uit 1966 onder regie van Jean-Luc Godard.

## Verhaal
De geliefde van een vermoorde verslaggever stelt een onderzoek in. Ze ontdekt daarbij een politiek complot. Door haar wraak treft ze ook mensen die verliefd op haar aan het worden zijn.

## Rolverdeling
| Acteur             | Personage       |
| ------------------ | --------------- |
| Anna Karina        | Paula Nelson    |
| László Szabó       | Richard Widmark |
| Jean-Pierre Léaud  | Donald Siegel   |
| Marianne Faithfull | Zichzelf        |
| Yves Afonso        | David Goodis    |